# Eichen-Zahnspinner

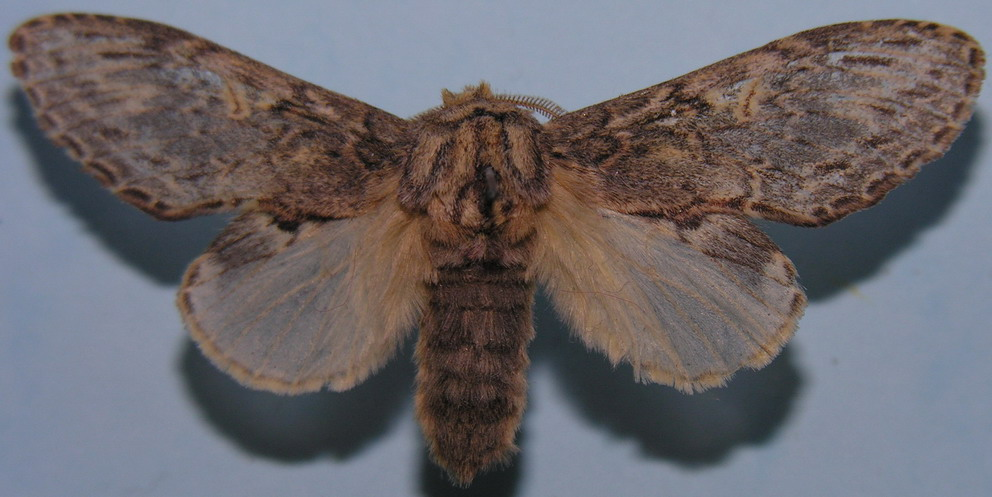
Ein präpariertes Exemplar

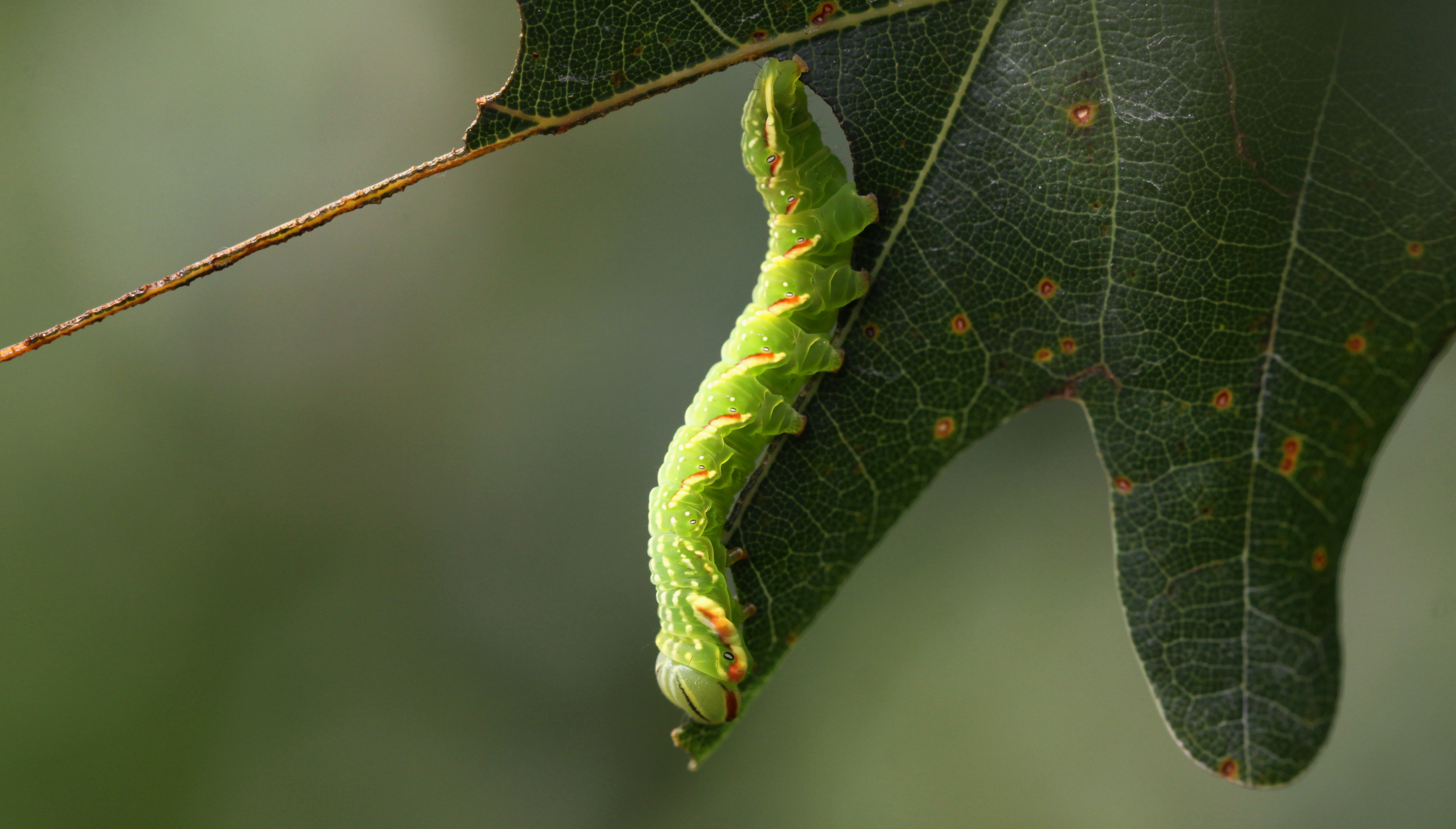
Die Raupe des Eichen-Zahnspinners

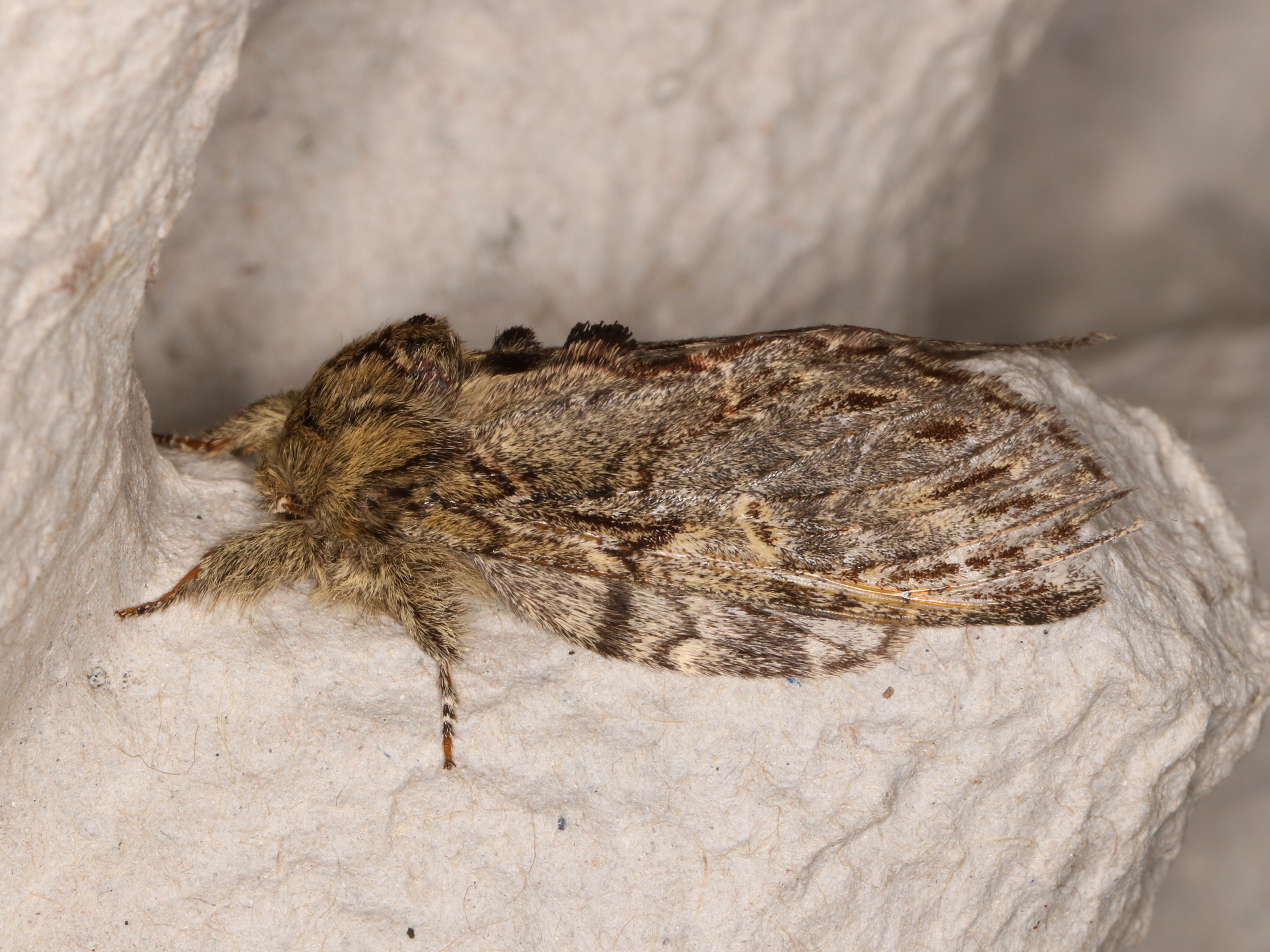
Ein Falter in Ruhestellung

Der Eichen-Zahnspinner (Peridea anceps), auch Eichenzahnspinner geschrieben, ist eine Art der zu den Schmetterlingen gehörenden Zahnspinner und überwiegend in Europa verbreitet.

## Merkmale
Die Körperlänge beträgt 25–35 mm, die Flügelspannweite  der Männchen 49–63 mm und die der Weibchen 55–67 mm. Die Vorderflügel sind braun bis schwarz gefärbt, die Hinterflügel fast weiß. Generell erscheint der Falter grau mit einer bräunlichen Schattierung und dunklen Längsstrichen. Sein Körper ist stark behaart.
Die Raupe ist hellgrün gefärbt und wird bis zu 40 mm lang. Sie besitzt schräge helle Seitenstreifen, die einen rötlichen Fleck beinhalten. Vom Kopf nach hinten ist ein kurzer schräger, gelblicher Streifen mit roter bis rosa Säumung sichtbar. 
Das Ei ist weiß und rund. Die Puppe ist glänzend dunkelbraun bis schwarz.
Ähnliche Arten
Es gibt eine Reihe ähnlicher Zahnspinnerarten, die Zeichnung erlaubt jedoch bei genauem Hinsehen eine sichere Bestimmung. Ähnlich sind vor allem der Gelbbraune Zahnspinner (Notodonta torva) und der Dromedar-Zahnspinner (Notodonta dromedarius).

## Verbreitung
Ältere Literaturangaben geben die Verbreitung mit Europa von Mittelitalien bis Skandinavien, Transkaukasien und dem Amur-Gebiet an. Modernere Datensammlungen wie GBIF und iNaturalist zeigen eine Verbreitung in Europa bis Nordafrika und Westasien, Vorkommen in der Amur-Region sind nicht bekannt. In Nordafrika finden sich wenige Nachweise aus Marokko und dem nördlichen Tunesien. Im Südkaukasus wurde die Art in Armenien nachgewiesen. Ansonsten findet sie sich in Europa von Portugal und Spanien im Westen bis Russland im Osten, wo die Art nach Osten hin bis in die Republik Baschkortostan verbreitet ist. Im Süden kommt die Art bis Gibraltar, Süditalien und Griechenland vor, nach Norden bis in den Süden Norwegens, Schwedens und den äußersten Süden Finnlands. Die Art fehlt auf Sizilien, Sardinien, den Balearen und bis auf einen Ausnahmefund Irland. Aus Osteuropa und der Türkei gibt es nur wenige Nachweise, entweder befinden sich hier große Verbreitungslücken oder es existieren zu wenig Funddaten.
In Deutschland ist die Art ungefährdet, aber eher vereinzelt anzutreffen.

## Lebensraum
Die Art lebt in offenen Eichen- oder Eichenmischwäldern, besonders an sonnigen Hängen und auf Lichtungen. Auch in Parks kann sie gefunden werden. Auch Auenmischwälder mit einem hohen Anteil an Eichen werden besiedelt. Die Art findet sich von der Ebene bis in Gebirgslagen, in Armenien bis in 2200 m Höhe, in Griechenland bis in 900 m Höhe und in den Alpen bis in 650 m Höhe.

## Lebensweise
Die Falter fliegen schwerpunktmäßig im späten Frühling, je nach Region von April bis Juli und in Deutschland vor allem von Ende April bis Ende Mai. Die Raupen fressen von Mai/Juni bis Juli/August bevorzugt Eichenlaub und leben dabei einzeln auf den Nahrungspflanzen. Im Spätsommer verpuppen sie sich im Gespinst oder in Erdhöhlen. Die Puppen überwintern, häufig sogar zweimal.
Bekannte Futterpflanzen sind vor allem die Traubeneiche und die Stieleiche, es werden jedoch auch Rotbuche und Birken erwähnt.

## Taxonomie
Die Art wurde 1781 von Johann August Ephraim Goeze unter dem Namen Noctua anceps erstbeschrieben. Weitere Synonyme lauten:
- Bombyx serrata Thunberg, 1792
- Bombyx trepida Esper, 1786
- Notodonta anceps (Goeze, 1781)
- Notodonta trepida (Esper, 1786)
- Notondonta trepida (Esper, 1786)
- Peridea acerba Schawerda, 1911
- Peridea agenjoi Schawerda, 1938
- Peridea tremula (Hübner, 1800)
- Peridea trepida (Esper, 1786)
- Phalaena anceps Goeze, 1781

Unterarten
Neben dem Nominotypischen Taxon sind noch die Unterarten Peridea anceps baetica (Zerny, 1927), Peridea anceps herculana (Popescu-Gorj & Cápuse, 1963) und Peridea anceps mesatlantica (Rungs, 1941) beschrieben worden.